# 2018年上海合作组织青岛峰会
上海合作组织青岛峰会是第十八次上海合作组织元首理事会会议，于2018年6月9日至10日在中华人民共和国青岛市举行。这也是继2001年与2006年上海峰会、2012年北京峰会后第四次在中国举办的上合组织年度峰会。上合组织成员国中国、俄罗斯、哈萨克斯坦、吉尔吉斯斯坦、塔吉克斯坦、乌兹别克斯坦、印度和巴基斯坦，观察员国阿富汗、白俄罗斯、伊朗和蒙古的领导人以及联合国等国际组织和机构负责人应邀出席。

## 与会领袖

### 成員國領導人

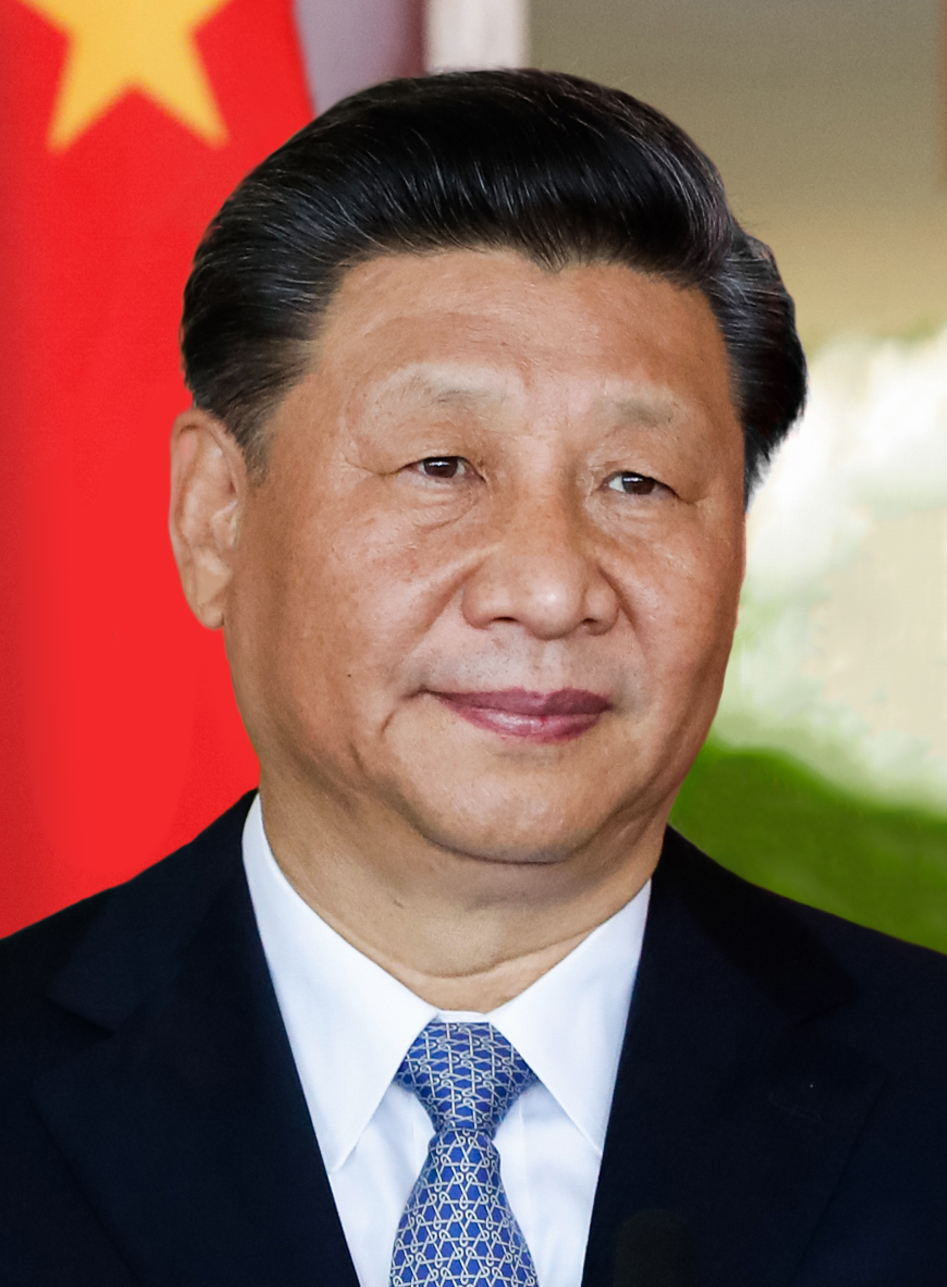
中国（主办国） 中共中央总书记、国家主席 习近平[a]
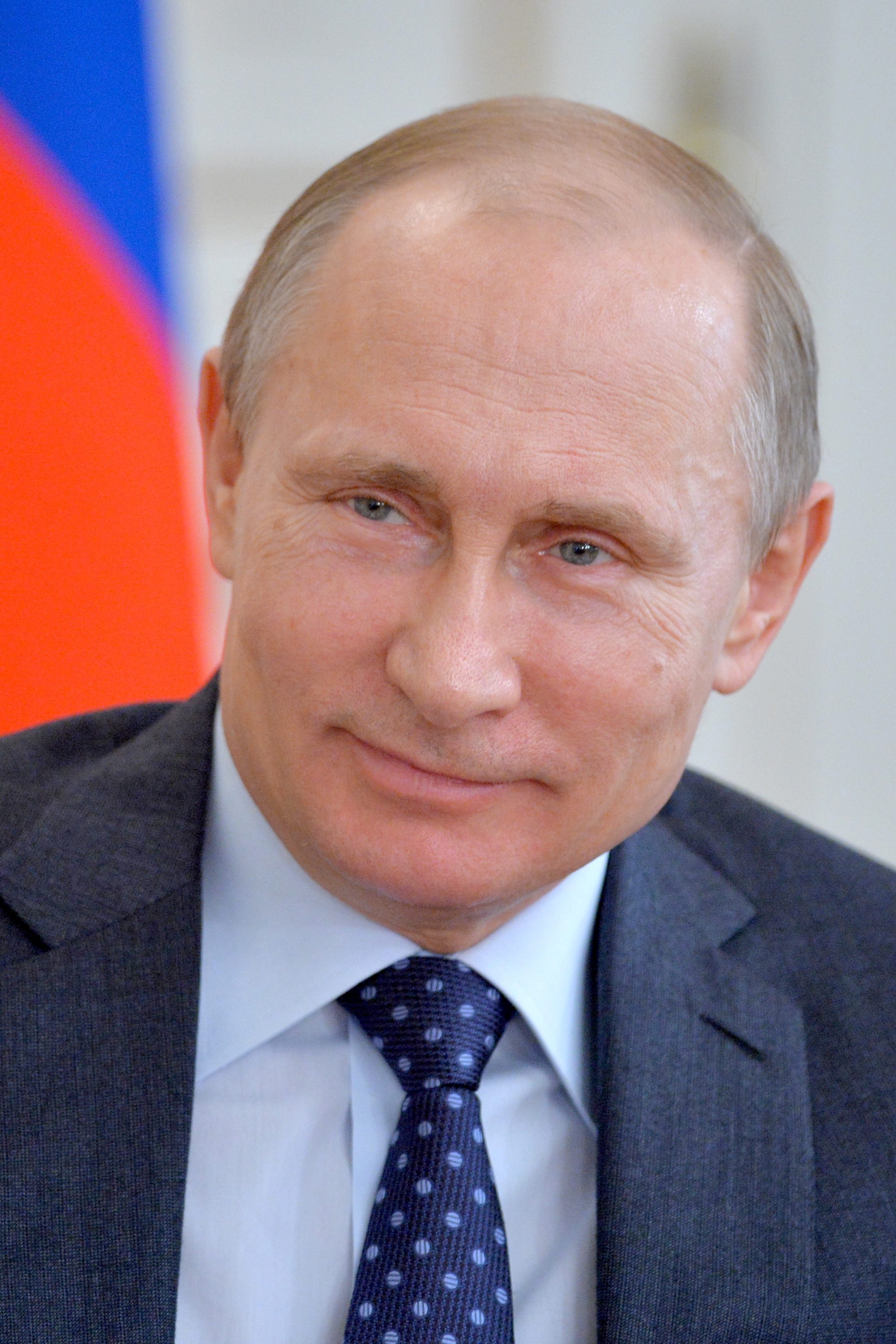
俄羅斯 總統 普京
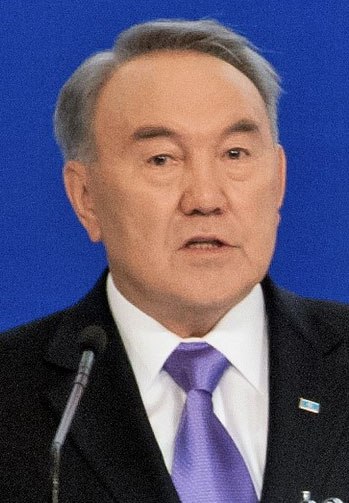
总统 纳扎尔巴耶夫
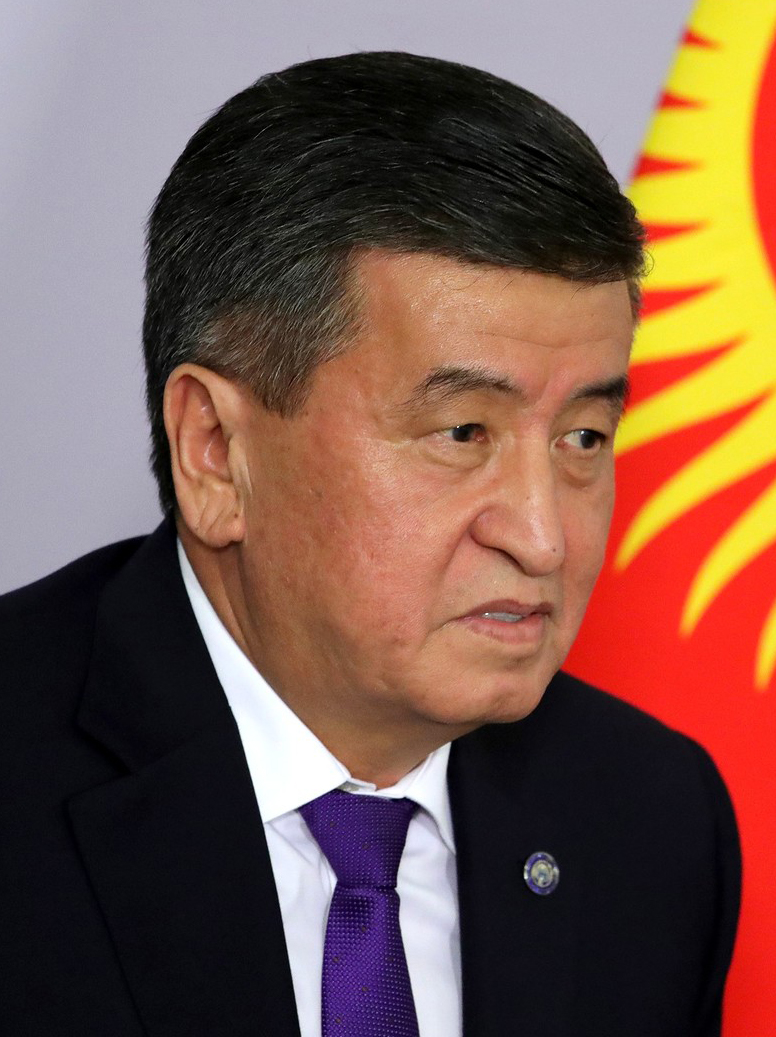
总统 热恩别科夫
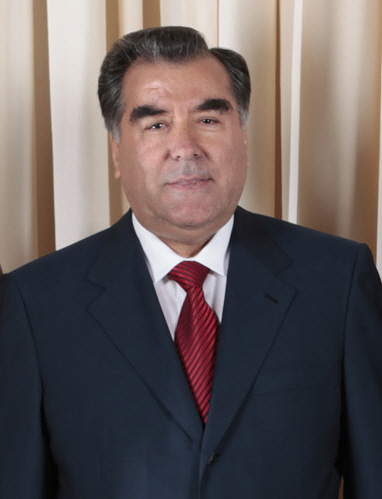
总统 拉赫蒙
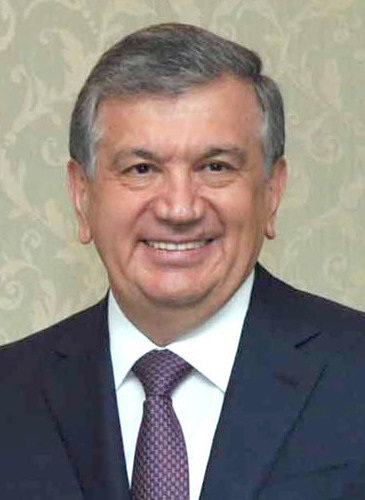
总统 米尔济约耶夫
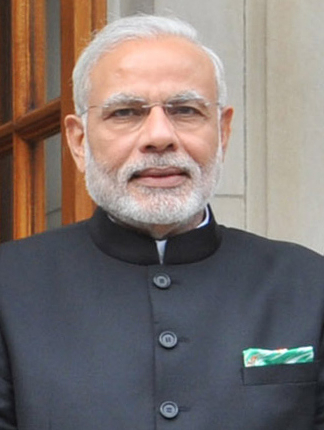
印度 總理 莫迪
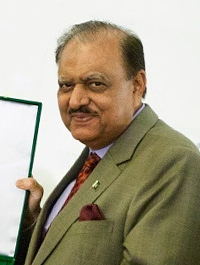
巴基斯坦 總統 侯賽因

### 观察员国领导人

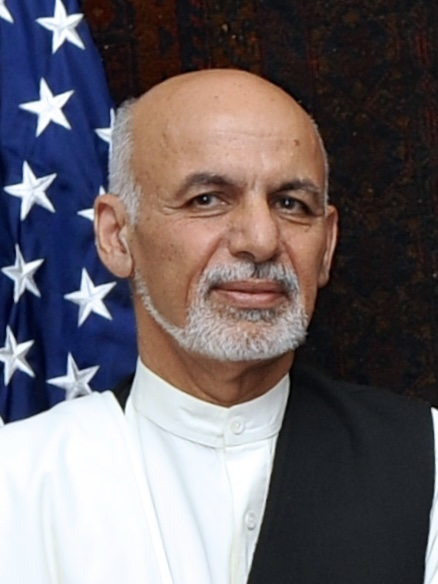
AFG 总统 加尼
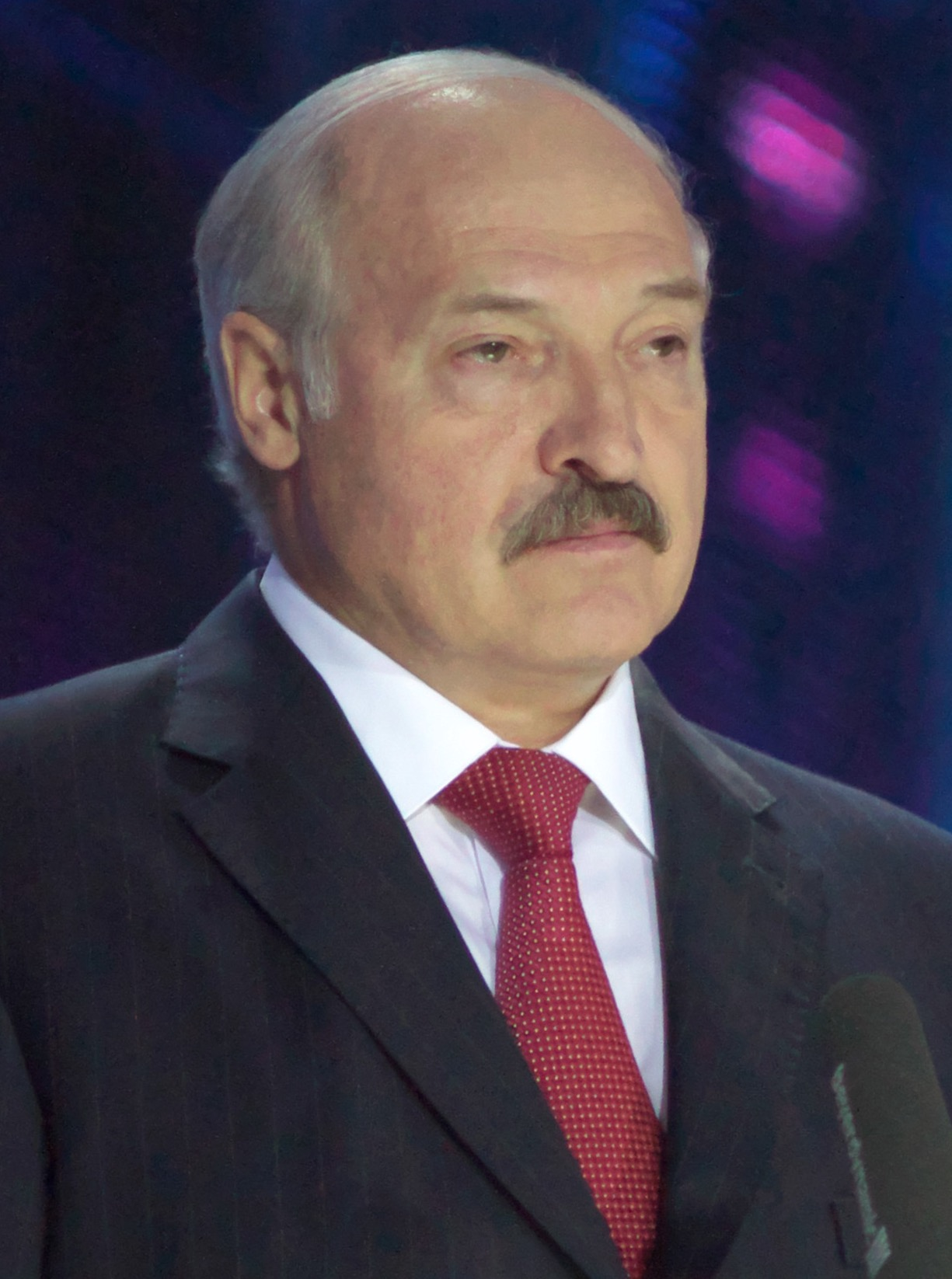
BLR 总统 卢卡申科
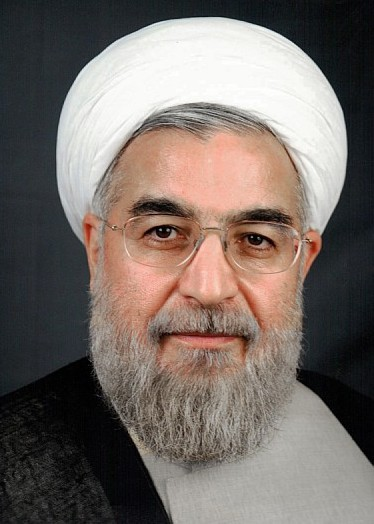
IRN 总统 鲁哈尼
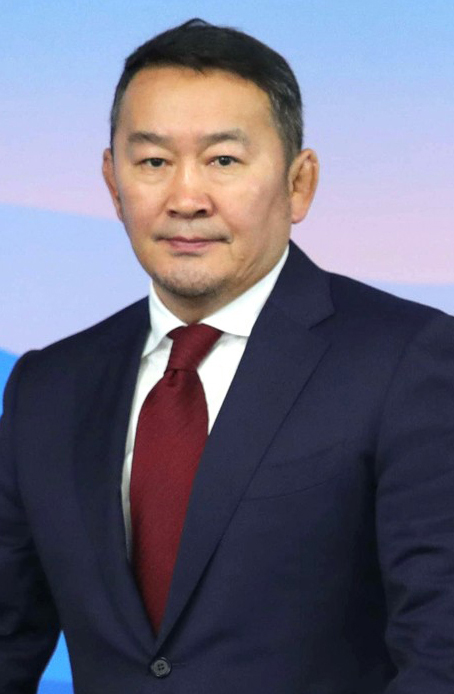
MNG 总统 巴特图勒嘎

- 阿富汗
总统 加尼
- 白俄羅斯
总统 卢卡申科
- 伊朗
总统 鲁哈尼
- 蒙古国
总统 巴特图勒嘎

### 国际组织
上合组织秘书处、上合组织地区反恐机构、东盟、联合国、独联体、亚信、集安条约组织、欧亚经济联盟、国际货币基金组织、世界银行等国际与地区性组织负责人亦出席本次峰会。

## 会议

### 小范围会谈

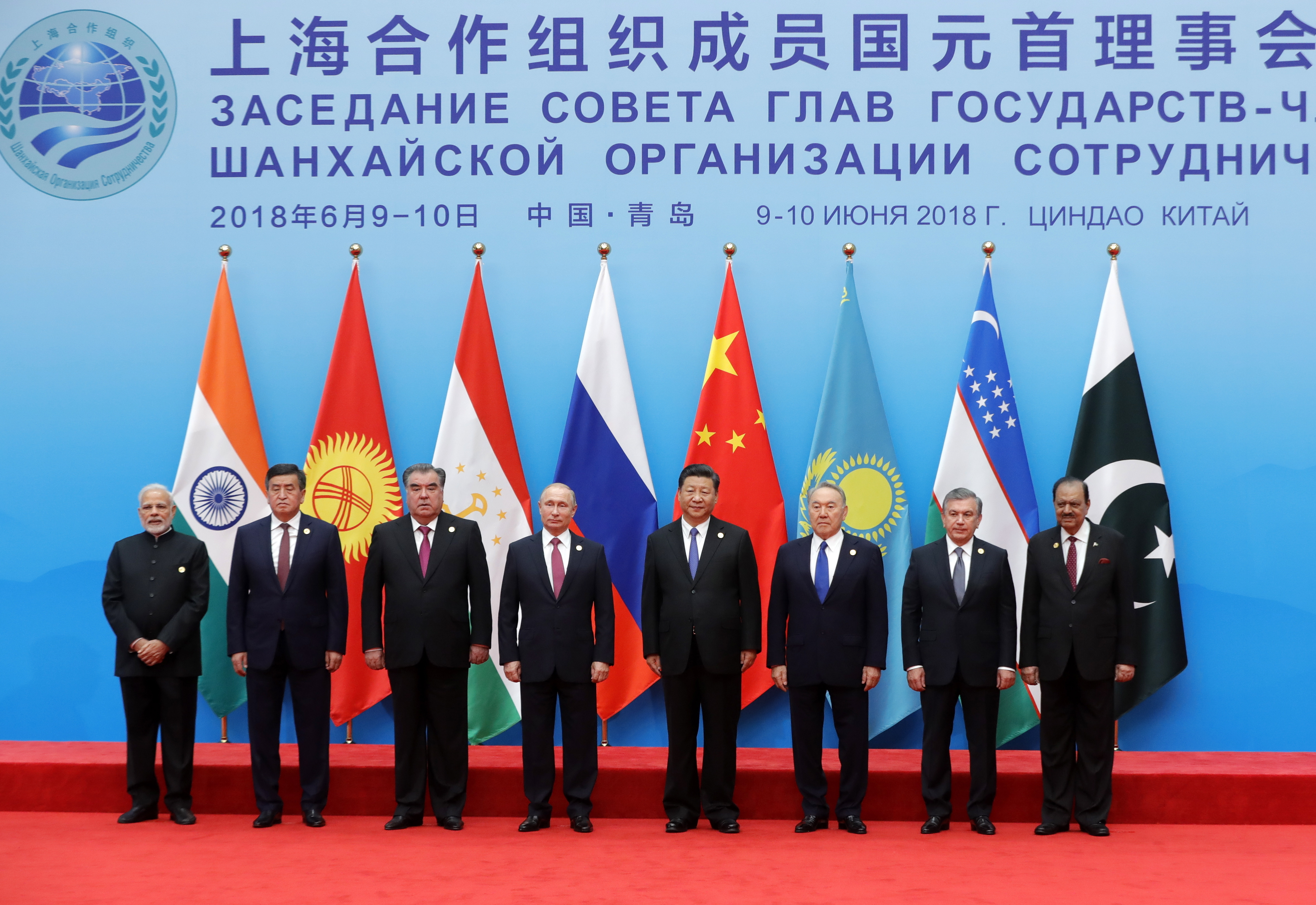
成员国领导人合影

2018年6月10日上午9时许，上海合作组织成员国领导人陆续抵达青岛国际会议中心。中华人民共和国领导人习近平同他们一一握手寒暄，随后集体合影。
习近平说，上合组织面对复杂的国际形势，始终秉持着“上海精神”。上合组织需要积极应对挑战，全面推进各领域合作，推动上合组织行稳致远，并继续推进经贸、金融、农业、互联互通、人文等全方位合作，坚持打击“三股势力”，保持上合组织的发展。习近平还提出了4点建议。
会议还决定2019年上海合作组织峰会在吉尔吉斯斯坦举行。

### 元首理事会会议

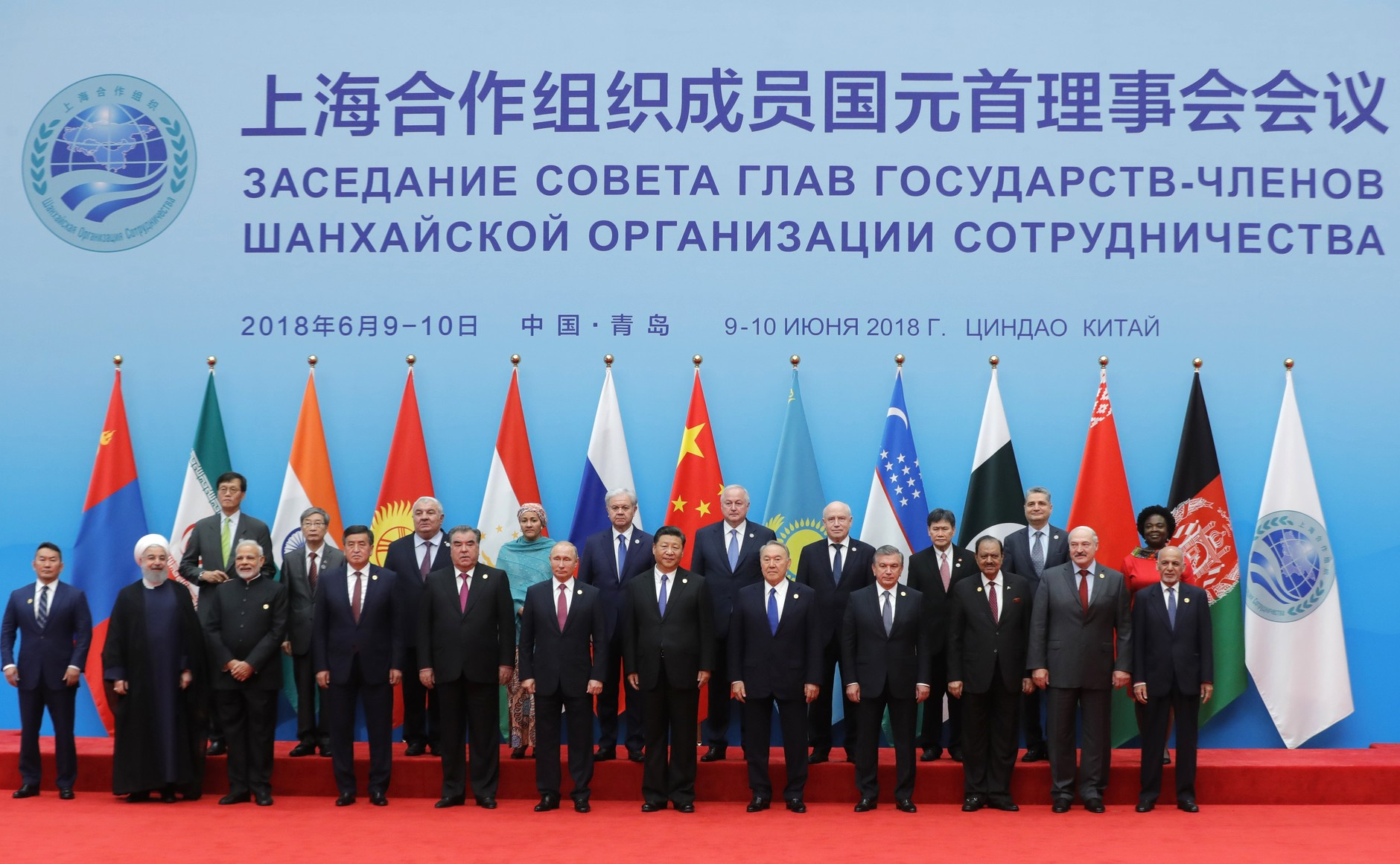
元首理事会与会领导人合影

2018年6月10日上午11时许，上海合作组织成员国元首理事会第十八次会议在青岛国际会议中心举行。上合组织成员国领导人、常设机构负责人、观察员国领导人及联合国等国际组织负责人出席会议。
与会各方就上合组织发展现状、任务、前景交换了意见，就重大国际和地区问题协调立场、达成共识，表示将继续遵循“上海精神”，不断巩固政治、安全、经济、人文等领域务实合作，完善全球经济治理体系，巩固和发展多边贸易体制，在国际法准则框架内解决地区热点问题，推动构建人类命运共同体。
会后发表了新闻公报，成员国领导人签署了《青岛宣言》。

### 欢迎晚宴
6月9日晚，中华人民共和国领导人习近平在青岛国际会议中心的宴会厅（奥帆剧场）举行欢迎晚宴，当日晚宴提供的菜品皆以鲁菜中的孔府菜为主打，精选四菜一汤，包括孔府一品八珍盅、孔府焦溜鱼、孔府神仙鸭，还有孔府酱烧牛肋排以及孔府蔬菜。晚宴中使用的餐具以泰山、祥云、海为题的齐鲁“海岱文化”为主要设计元素，体现出以海岱文化为代表的齐鲁文化的包容、开放与厚重。部分媒体称为了尊重与会国领导人的饮食习惯，所有菜品皆为清真料理，但晚宴中亦有提供酒类饮品，习近平也在晚宴上致祝酒辞。

### 灯光焰火藝術表演《有朋自远方来》
此次峰会配套的藝術表演名为《有朋自远方来》，出自《论语》学而篇第一章：“有朋自远方来，不亦乐乎”。演出由張藝謀執導，時長約30分鐘，共分7個篇章。主辦方希望在简短的演出中“展出世界水准、呈現中国气派、彰顯青岛特色”。
節目單
1. 序篇：《上合之光》，探絲路之景，會青島之朋。
2. 篇章一：《天涯明月》，展山海之奇，享明月之會。
3. 篇章二：《齊風魯韻》，尋齊魯之源，訪孔孟之鄉。
4. 篇章三：《國泰民安》，圓復興之夢，彰盛世華夏。
5. 篇章四：《築夢未來》，創理想未來，促天下大同。
6. 篇章五：《命運共同體》，奏四季之章，綻七彩霓斕。
7. 謝幕

## 场外安全保障

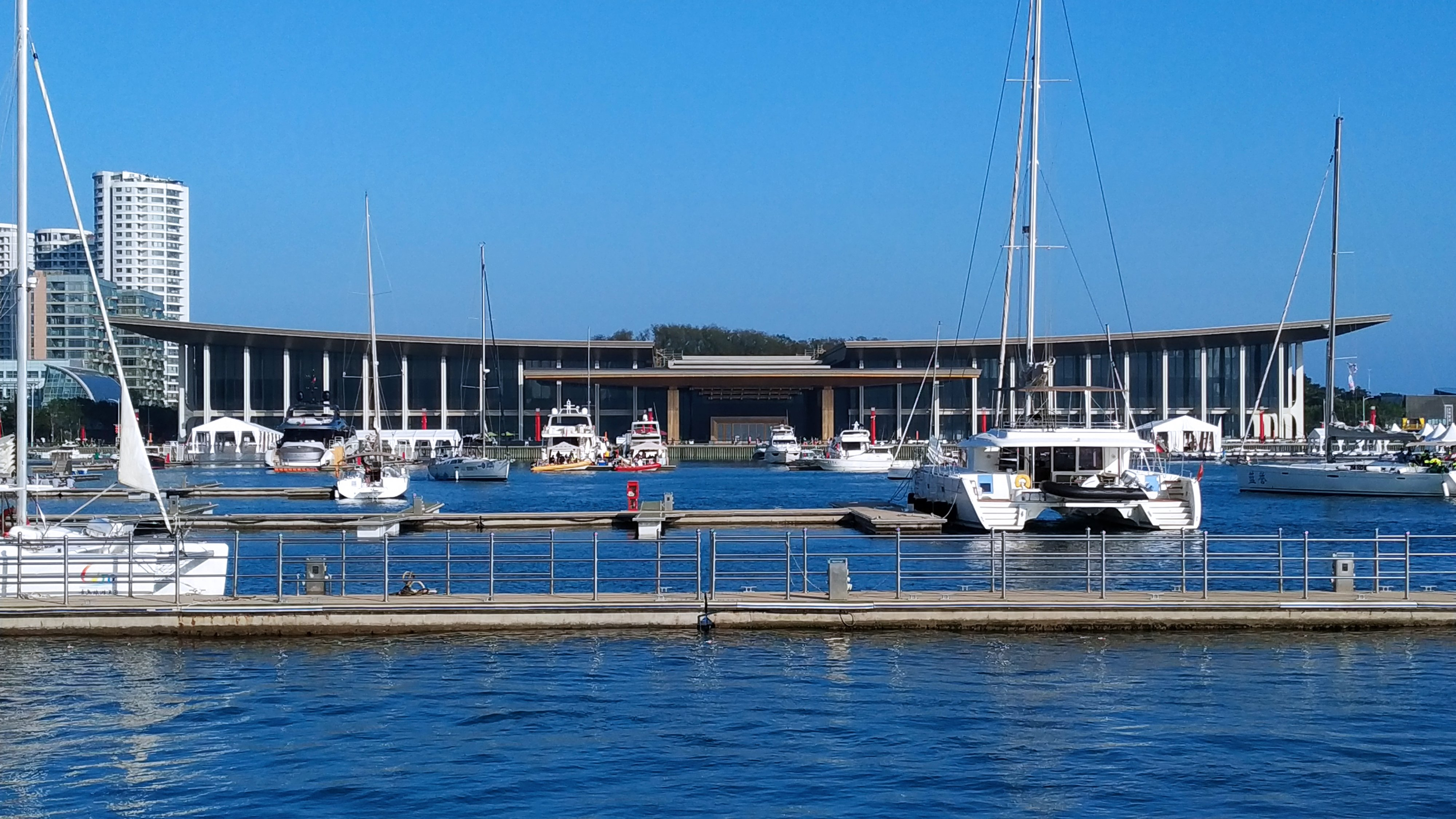
青岛国际会议中心

### 交通枢纽管制
2018年5月26日至峰会结束，中国各大火车站对所有乘坐列车前往青岛的旅客实行“二次安检”。青岛站、青岛北站、青岛流亭国际机场、青岛汽车总站内外当局出动了大量警力，加大了安检力度，确保峰会安全召开。

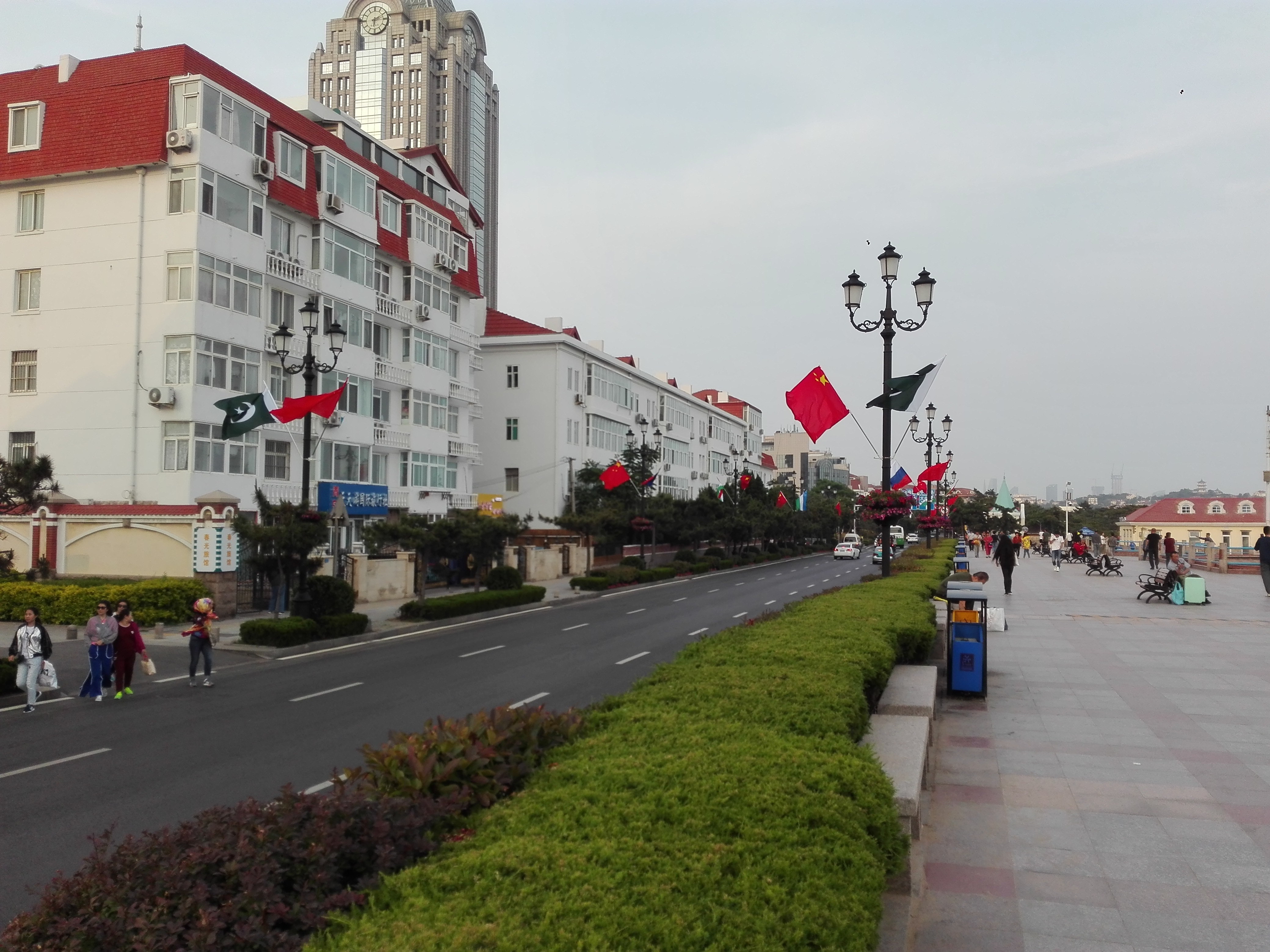
太平路上的上合成员国国旗，最前为中巴两国国旗

### 封闭管理
在青岛市人民政府2018年6月4日发布的《关于市区部分区域采取临时性行政管理措施的通告》中显示，自2018年6月6日0时至2018年6月10日24时，五四广场和青岛奥林匹克帆船中心附近的地区将会实行限制通行管理，必要时实行封闭管理，并在主要道路上设置公安检查点。在限制通行管理区域内的居民、单位工作人员须凭有效身份证件经安全检查后进入，其他无关人员禁止进入。除持有通行证的机动车经安全检查后进入、通行外，其他车辆（含非机动车、机动车）禁止进入、通行。并禁止在此区域内销售、运输、携带、存储具有安全隐患的物品，不得从事其他影响安全的活动。另有媒体报道，居住在会场附近的居民被要求在6月8日前离开自己家并只能在6月10日晚10点后返回，当局为这些离家者提供不超过800元人民幣的补偿，而不愿离家者则被要求在关闭家中的窗户并且拉上窗帘并贴上封条以避免被当局所安排的狙击手误判。

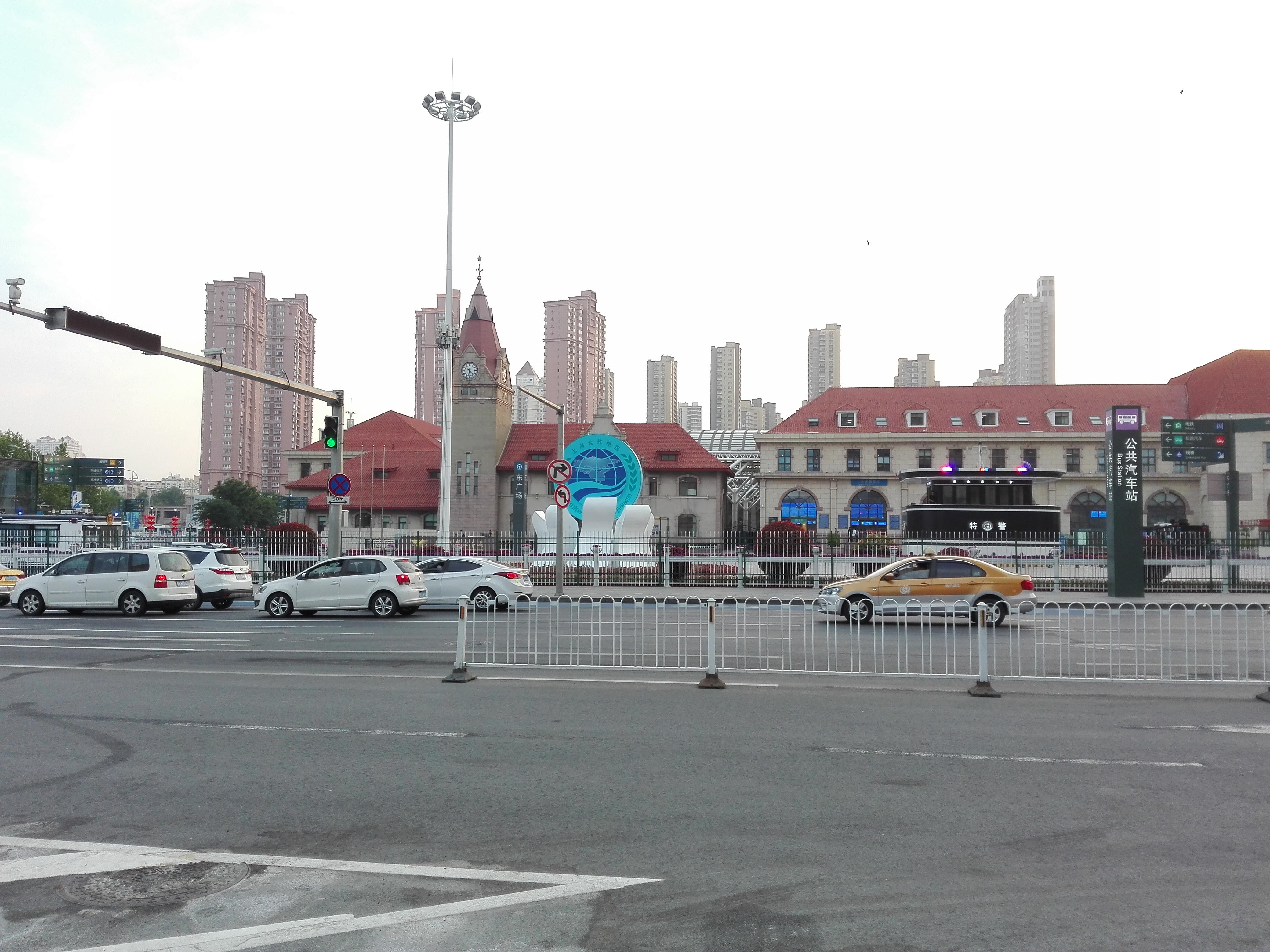
青岛站东广场上的上合组织会徽

### 机动车限行
2018年5月29日，青岛市人民政府发布《关于采取临时交通管理措施的通告》，通告称自6月8日20时至6月10日24时，对青岛市内道路上行驶的机动车采取限行措施。其中在市南区、市北区、李沧区、崂山区、城阳区及胶州湾隧道全线，胶州湾大桥全线，青兰、青银、青新、龙青高速的部分路段，对本地核发号牌（如鲁B、鲁U）的小型客车实行单双号限行措施。而外地号牌的小型客车自6月8日0时至6月10日24时内不得在上述区域内通行。本地号牌的载货汽车、专项作业车、摩托车，及外地号牌的其他机动车则自2018年6月6日0时至2018年6月11日24时禁止在上述区域内通行。剧毒危险化学品运输车辆自2018年5月30日0时至2018年6月11日24时禁止在青岛市行政区域内通行。

### 小型航空器及空飘物管制
2018年5月25日，青岛市人民政府发布《关于对民用小型航空器和空飘物采取临时性行政措施的决定》，通告称自5月25日至6月11日，将对青岛市内小型航空器和空飘物采取临时性管理措施。公安机关将联系民航、气象、体育、农业、林业、海洋与渔业、国土资源、工商、广电新闻出版等部门对小型航空器和空飘物进行登记；可要求相关航空器或空飘物持有者个人或单位对其管理、使用的小型航空器或空飘物进行临时封存，必要时公安部门可直接采取临时封存措施。此外自6月5日至6月11日，青岛市行政区域内禁止一切未经批准的小型航空器及空飘物飞行和施放。